# SpaceX Crew-4
SpaceX Crew-4 fue el cuarto vuelo operacional de una nave Crew Dragon dentro del programa COTS, el sexto vuelo tripulado a la ISS y el séptimo tripulado en general. La misión se lanzó el 27 de abril de 2022 a las 07:52 UTC Llevó a cuatro miembros de la tripulación de la Expedición 67 a la ISS. Finalmente regreso el 14 de octubre de 2022 después de 170 días en el espacio.

## Tripulación
El 12 de febrero de 2021, se anunció a dos astronautas de la NASA como miembros de la tripulación, el veterano Kjell N. Lindgren y el novato de la promoción 22, Robert Hines. El 28 de mayo de 2021, se anunció a la astronuata de la ESA, Samantha Cristoforetti, asignada a esta misión como el tercer pasajero en su segunda misión europea Minerva. Además se anunció que sería la comandante durante la primera parte de la Expedición 68. Si bien se esperaba que el cuarto asiento fuera ocupado por un cosmonauta de la agencia Roscosmos, después del anuncio de que el intercambio de tripulaciones empezaría en otoño de 2022, finalmente fue la astronauta Jessica Watkins la asignada como Especialista de Misión, también de la promoción 22 de la NASA.
| Puesto                   | Astronauta                                              | Astronauta                                              |
| ------------------------ | ------------------------------------------------------- | ------------------------------------------------------- |
| Comandante               | Kjell N. Lindgren, NASA Expedición 67 Segundo vuelo     | Kjell N. Lindgren, NASA Expedición 67 Segundo vuelo     |
| Piloto                   | Robert Hines, NASA Expedición 67 Primer vuelo           | Robert Hines, NASA Expedición 67 Primer vuelo           |
| Especialista de Misión 1 | Samantha Cristoforetti, ESA Expedición 67 Segundo vuelo | Samantha Cristoforetti, ESA Expedición 67 Segundo vuelo |
| Especialista de Misión 2 | Jessica Watkins, NASA Expedición 67 Primer vuelo        | Jessica Watkins, NASA Expedición 67 Primer vuelo        |

| Puesto                   | Astronauta        | Astronauta        |
| ------------------------ | ----------------- | ----------------- |
| Comandante               | Steve Bowen, NASA | Steve Bowen, NASA |
| Piloto                   | TBA               | TBA               |
| Especialista de Misión 1 | TBA               | TBA               |
| Especialista de Misión 2 | TBA               | TBA               |